# Elnur Abduraimov
Elnur Abduraimov (10 giugno 1994) è un pugile uzbeko.

## Palmarès
- Campionati mondiali

Doha 2015: bronzo nei pesi leggeri.
- Campionati asiatici

Bangkok 2015: bronzo nei pesi leggeri.
Tashkent 2017: oro nei pesi leggeri.